# Бьодо-ин
Бьодо-ин (на японски: 平等院) е будистки храм в град Удзи, Киото (префектура), Япония. Храмът е построен през Хеянския период.

## История
Храмът е построен през 998 година като селска вила на високопоставения дворцов Минамото не Шинобу. Вилата е престроена в будистки храм от Фудживара не Йоримичи през 1052 година. Япония отбелязва дълголетието и културната значимост на сградата, като показва образа си на монетата от 10 йени.